# راست رادیکال (اروپا)
در علوم سیاسی، اصطلاحات راست رادیکال و راست پوپولیستی برای اشاره به طیفی از احزاب ناسیونالیست، جناح راست تا راست افراطی که از اواخر دهه ۱۹۷۰ در اروپا افزایش یافته‌است، استفاده می‌شود. گروه‌های راست پوپولیست دلایل مختلفی دارند که معمولاً شامل مخالفت با جهانی شدن و مهاجرت ، انتقاد از چندفرهنگی و مخالفت با اتحادیه اروپا می‌شود.
طیف ایدئولوژیک راست رادیکال از محافظه کاری ملی جناح راست و پوپولیسم راست افراطی تا پوزیشنیسم سوم راست افراطی و ایدئولوژی‌های نئوفاشیستی را شامل می‌شود.  

## ارتباطات و پیوندها

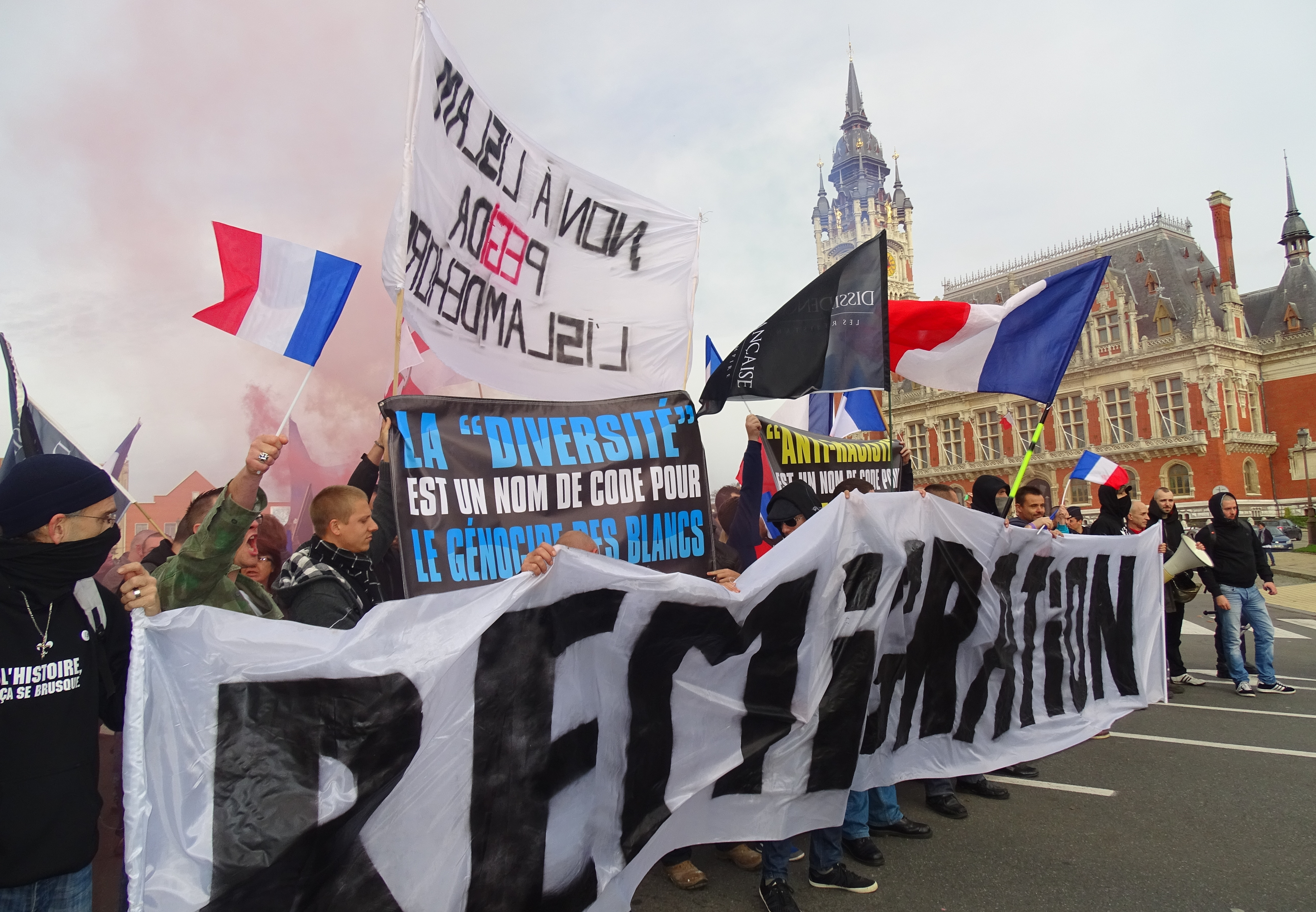
معترضان راست رادیکال فرانسوی در کاله بنرهایی در دست دارند که روی آن نوشته شده بود «مهاجرت مجدد» و «تنوع کلمه رمزی برای نسل‌کشی سفیدپوستان است»، ۸ نوامبر ۲۰۱۵

تعدادی از عناصر راست افراطی تمایل خود را برای حکومت فاشیستی یا نئونازی در اروپا ابراز می‌کنند.
مایکل مینکنبرگ، دانشمند علوم سیاسی، تأکید کرد که راست رادیکال "پدیده ای مدرن" است و اظهار داشت که "به طور مبهمی" با جنبش‌های راستگرای پیشین مرتبط است، زیرا "در نتیجه تغییرات مدرنیزاسیون اجتماعی و فرهنگی، مرحله ای از نوسازی را در اروپای پس از جنگ پشت سر گذاشته‌است.».  به این ترتیب، او معتقد بود که توصیف آن با استفاده از عباراتی مانند " فاشیسم " یا " نئوفاشیسم "، که ارتباط نزدیکی با جنبش‌های راست‌گرای اوایل قرن بیستم داشتند، رویکردی "به‌طور فزاینده منسوخ" بود. 

### ارتباط با راست رادیکال آمریکا
انتخاب رئیس‌جمهور دونالد ترامپ در ایالات متحده مورد تحسین راست رادیکال اروپایی قرار گرفته‌است، و پس از انتخاب وی، با ملاقات مایکل فلین ، مشاور امنیت ملی ترامپ با حزب آزادی اتریش، ارتباطات گسترش یافت، و استیو بنن، استراتژیست ارشد سابق کاخ سفید، The Movement را تأسیس کرد، شبکه ای که هدف آن پیشبرد اهداف راست رادیکال اروپایی بود. ترامپ همچنین در ابتدا اظهاراتی حمایت آمیز نسبت به نامزدی مارین لوپن در انتخابات ریاست جمهوری ۲۰۱۷ فرانسه بیان کرد.

### سایر ارتباطات بین‌المللی
برخی احزاب راست رادیکال، مانند تجمع ملی فرانسه، آلترناتیو برای آلمان، انجمن هلندی برای دموکراسی، حزب آزادی اتریش، لیگ شمالی ایتالیا بلغارستان اتک و جوبیک مجارستانی روابطی با دولت روسیه ایجاد کرده‌اند. حزب آزادی اتریش و لیگ شمالی قراردادهای همکاری با حزب حاکم روسیه، روسیه متحد امضا کرده‌اند. روسیه همچنین به کمک به چندین حزب راست افراطی در اروپا متهم شده‌است.
بسیاری از احزاب راست رادیکال، از جمله Vlaams Belang, Attack، حزب آزادی اتریش و دموکرات‌های سوئد، به دنبال بهبود روابط با اسرائیل و حزب حاکم آن، لیکود، در تلاش برای مقابله با اتهامات یهودی‌ستیزی در داخل کشور بوده‌اند. بنیامین نتانیاهو، نخست‌وزیر اسرائیل، این روابط را، به ویژه با اتحادیه شمال و مجارستان تحت رهبری فیدز، به منظور ایجاد حمایت بین‌المللی از سیاست‌های اسرائیل، رشد داده‌است. مدیر روابط خارجی لیکود، رای به بکس در انتخابات سراسری اسپانیا در آوریل ۲۰۱۹ را به نمایندگی از حزب خود تأیید کرد، قبل از اینکه عقب‌نشینی کرد و ادعا کرد که این فقط یک تأیید شخصی است. پسر نتانیاهو، یائیر نتانیاهو، بعداً برای ویکتور اوربان، رهبر فیدز، نایجل فاراژ رهبر حزب برگزیت، متئو سالوینی رهبر اتحادیه شمال و گیرت ویلدرز رهبر حزب آزادی هلند در انتخابات پارلمان اروپا در سال ۲۰۱۹ آرزوی موفقیت کرد.
کشورهای عربی از جمله مصر، سوریه، امارات متحده عربی و عربستان سعودی در سال‌های اخیر بر اساس نگرانی‌های مشترک نسبت به ظهور اسلام‌گرایی، روابطی با راست‌گرایان رادیکال اروپایی برقرار کرده‌اند. در گذشته، احزاب راست رادیکال نیز با عراق بعثی، جماهیری عربی لیبی و دولت مراکش روابط برقرار کرده بودند. در سال ۲۰۱۱، سیاستمداران حزب آزادی اتریش در تنظیم مذاکرات صلح مخفیانه بین سیف الاسلام قذافی لیبی و ایوب قرا از اسرائیل مشارکت داشتند.
مجاهدین خلق ایران متهم به حمایت مالی از بکس از طریق کمک‌های ارسالی از طریق شورای ملی مقاومت ایران شده‌است.

## نمونه‌ها
یک مطالعه انجام شده در سال ۲۰۱۵ در مورد پوپولیسم مدرن توسط کرک ای. هاوکینز از دانشگاه بریگم یانگ از کدگذاری انسانی برای ارزیابی سطح لفاظی پوپولیستی درک شده در بیانیه‌های حزبی و سخنرانی‌های سیاسی استفاده کرد. احزاب با نمرات پوپولیسم بالا عبارتند از حزب ملی بریتانیا، حزب مردم سوئیس، حزب ملی دمکراتیک آلمان، اجتماع ملی، حزب مردم، دموکراسی ملی، دموکرات‌های سوئد، حزب آزادی و انجمن برای دموکراسی، و احزاب قانون و عدالت و لهستان متحد.
رابرت فورد و متیو گودوین، دانشمندان علوم سیاسی، حزب استقلال بریتانیا را به عنوان یک راست افراطی توصیف کردند.